# Grand Coteau
Grand Coteau es un pueblo ubicado en la parroquia de St. Landry en el estado estadounidense de Luisiana. En el Censo de 2010 tenía una población de 947 habitantes y una densidad poblacional de 150,9 personas por km².

## Geografía
Grand Coteau se encuentra ubicado en las coordenadas 30°25′13″N 92°2′38″O / 30.42028, -92.04389. Según la Oficina del Censo de los Estados Unidos, Grand Coteau tiene una superficie total de 6.28 km², de la cual 6.28 km² corresponden a tierra firme y (0%) 0 km² es agua.

## Demografía
Según el censo de 2010, había 947 personas residiendo en Grand Coteau. La densidad de población era de 150,9 hab./km². De los 947 habitantes, Grand Coteau estaba compuesto por el 26.72% blancos, el 71.7% eran afroamericanos, el 0% eran amerindios, el 0.11% eran asiáticos, el 0% eran isleños del Pacífico, el 0.63% eran de otras razas y el 0.84% pertenecían a dos o más razas. Del total de la población el 2.22% eran hispanos o latinos de cualquier raza.